# Detlef Kornett
Detlef Kornett (* 30. Mai 1963 in Cuxhaven) ist ein deutscher Wirtschaftsmanager und ehemaliger Basketballspieler.

## Laufbahn
Kornett ging in seiner Geburtsstadt Cuxhaven zur Schule und machte sein Abitur am örtlichen Lichtenberg-Gymnasium. Schon während seiner Schulzeit arbeitete er als Fahrer für Wäschereien sowie im Straßenbau. Er spielte Basketball beim Cuxhavener SV. In Berlin nahm Kornett ein Lehramtsstudium (Fächer: Sport und Politik) auf, nach dem Aufstieg 1987 spielte der 1,94 Meter große Kornett mit der Herrenmannschaft der Neuköllner Sportfreunde in der 2. Basketball-Bundesliga. 1990 wurde Kornett beim Bremerhavener Unternehmen Grube Sportartikel GmbH tätig, der Firma des auch als Förderer des Basketball-Bundesligisten Eisbären Bremerhaven bekannten Wolfgang Grube.
1994 wechselte er zum Europa-Ableger der US-Footballliga NFL und war in der Geschäftsstelle in Frankfurt am Main für Marketingbelange zuständig. Er blieb vier Jahre lang bei der NFL, von 1998 bis 2000 arbeitete er in der Londoner Zweigstelle des US-Unternehmens Twins Enterprise Ltd als Direktor in den Bereichen Produktion sowie Groß- und Einzelhandel. Im Jahr 2000 wechselte Kornett zu AEG Worldwide, der Firma des US-Unternehmers Philip Anschutz. Innerhalb des Konzerns arbeitete er zunächst im Europageschäft und leitete dann die AEG-Aktivitäten in Deutschland, damit unterstanden ihm auch die Eishockey-Mannschaften Eisbären Berlin und Hamburg Freezers. 2010 schied er nach zehnjähriger Tätigkeit bei der Anschutz-Gruppe aus. Anschließend leitete er rund ein Jahr lang die Fußballsparte von Red Bull.
Im Frühjahr 2012 gründete Kornett gemeinsam mit der DEAG Deutsche Entertainment AG die Beratungsgesellschaft Verescon AG, zu Jahresbeginn 2014 wurde er in den Vorstand der DEAG berufen und übernahm dort den Aufgabenbereich Marketing und das Auslandsgeschäft. Im September 2023 wurde er bei der DEAG einer von zwei Vorstandsvorsitzenden.